# Phan Xuân Sơn
Phan Xuân Sơn là một tướng lĩnh của lực lượng Công an nhân dân Việt Nam với quân hàm Thiếu tướng. Ông nguyên là Phó Chánh Thanh tra Bộ Công an Việt Nam. Ông từng giữ chức vụ Phó Tổng cục trưởng Tổng cục Cảnh sát Thi hành án hình sự và Hỗ trợ Tư pháp, Bộ Công an (Việt Nam), Cục trưởng Cục quản lý phạm nhân, trại viên (Cục C85).

## Tiểu sử
Tháng 10 năm 2014, Phan Xuân Sơn là Đại tá công an, Cục trưởng Cục quản lý phạm nhân, trại viên (Cục C85), Tổng cục Cảnh sát Thi hành án hình sự và Hỗ trợ Tư pháp, Bộ Công an (Việt Nam).
Từ tháng 2 năm 2015 đến tháng 8 năm 2015, Phan Xuân Sơn là Thiếu tướng, Cục trưởng Cục quản lý phạm nhân, trại viên (Cục C85), Tổng cục Cảnh sát Thi hành án hình sự và Hỗ trợ Tư pháp, Bộ Công an (Việt Nam).
Từ tháng 3 năm 2016 đến tháng 8 năm 2018, Phan Xuân Sơn là Thiếu tướng Công an nhân dân Việt Nam, Phó Tổng cục trưởng Tổng cục Cảnh sát Thi hành án hình sự và Hỗ trợ Tư pháp, Bộ Công an (Việt Nam).
Ông còn là Ủy viên ban thường vụ Đảng ủy Tổng cục cảnh sát thi hành án hình sự và hỗ trợ tư pháp.
Từ tháng 8 năm 2018 đến 31/8/2020, Thiếu tướng Phan Xuân Sơn giữ chức vụ Phó Chánh Thanh tra Bộ Công an Việt Nam.

## Lịch sử thụ phong quân hàm
| Năm thụ phong | –      | 2015        |
| ------------- | ------ | ----------- |
| Quân hàm      |        |             |
| Cấp bậc       | Đại tá | Thiếu tướng |